# 樹木希林 120の遺言
『樹木希林 120の遺言』（きききりん 120のゆいごん）は、樹木希林の著書。

## 概要
2019年1月28日に宝島社から出版。
2018年9月15日に逝去した樹木希林が生前に遺した120の言葉を掲載しているという書籍。老いや孤独や病や仕事や家族や夫婦関係など、誰もが人生で直面する壁をどう乗り越えれば良いのかなどが述べられている。
樹木希林というのは常識に縛られず、何にも媚びず、あるがままに生きたという女性であった。そんな樹木希林の人間的な魅力があふれ出ている言葉が掲載されている。
掲載されている言葉というのは1974年の「寺内貫太郎一家」についての対談から2018年に亡くなるまでの期間に、新聞のインタビューや雑誌や専門誌やフリーペーパーなどに掲載されていた言葉から厳選された。
遺族が提供した秘蔵写真や過去に出演したドラマのカットの写真も収録されている。
編集者によると言葉を集めるのに苦労したのみでなく選ぶのにも苦労したとのこと。どの言葉も心に刺さる言葉であったために選びきれず、当初は100の言葉を収録する予定であったのが120の言葉を収録することになった。
宝島社は樹木希林の生前の言葉をあしらった追悼広告を朝日新聞と読売新聞に掲載したのであるが、それが20代から70代の幅広い層からの反響があり、樹木希林の語録を出版してほしいという要望があったために本書が出版されることとなった。
装丁はジョン・エヴァレット・ミレーの作品であるオフィーリアをモチーフとした写真が用いられている。

## 売上
1月28日が発売日だがその当日に重版が決定した。2月8日の時点で15万部になっている。発売から1週間の時点で20万部に達する。初版が10万部で、発売日に5万部の十晩で、発売から1週間の時点で5万の重版であった。2月5日に発表されたトーハン週間ベストセラーランキングでは、本書は単行本ノンフィクション教養書他での売上で1位であった。発売から1ヵ月半の時点である3月下旬の時点で40万部を突破する。発売から3ヶ月で54万部を突破する。日本出版販売調べの2019年年間ベストセラーランキングの総合で3位。トーハン調べの2019年年間ベストセラーランキングの総合で5位。